# Orde Internacional de l'Arc de Sant Martí per Nenes
L'Orde Internacional de l'Arc de Sant Martí per Nenes (en anglès: International Order of the Rainbow for Girls) és una organització maçònica juvenil, a les que capacita en lideratge a través de serveis a la comunitat. Les nenes (d'edats entre 11 i 21 anys) coneixen el valor de la caritat i del servei a través del seu treball i la seva participació anual en els projectes de servei a entitats locals i nacionals. Tot i que l'organització va ser fundada per un pastor cristià, les Rainbow Girls respecten i donen la benvinguda a noies de qualsevol religió.

## Història
L'Orde va entrar en funcionament en 1922, quan al Reverend W.Mark Sexson, un francmaçó, se li va demanar que fes un discurs davant del capítol McAlester del Sud #149, pertanyent a l'Orde de l'Estel Oriental, a McAlester, Oklahoma. Com que l'Orde DeMolay havia estat objecte d'un estudi minuciós per la seva part, durant les seves activitats maçòniques, el reverend va proposar que un orde similar per a les joves seria beneficiós. La primera iniciació va consistir en un grup de 171 nenes, el 6 d'abril de 1922 a l'auditori del Temple del Ritu Escocès, a McAlester, el nom original del grup va ser Orde de l'Arc de Sant Martí per a Nenes.

## Oficials
Les nenes poden tenir diversos càrrecs (també anomenats Estades) a l'Assemblea Local. Cada un requereix certa memorització i tots excepte dos d'ells es cobreixen per un període (de 4 a 6 mesos a l'any). Alguns càrrecs són elegits per les nenes a l'Assemblea, aquests càrrecs són: Fe, Esperança, Caritat, Il·lustre preceptora i Il·lustre preceptora Adjunta. També hi ha dos càrrecs dels quals són elegits al gener però a diferència dels altres, aquests duren 1 any i són la Tresorera i l'Arxivera, els altres càrrecs són nomenats per la Il·lustre preceptora i la Mare preceptora. Totes les Assemblees locals inclouen:
- Il·lustre perceptora: Presideix les reunions i planeja les activitats del seu mandat com un president. És el càrrec més alt en una Assemblea (electa)
- Il·lustre preceptora Adjunta: Té deures similars a una Vicepresident. Presideix les reunions en l'absència de la Il·lustre preceptora (electa)
- Caritat: Ensenya sobre obres de caritat (electa)
- Esperança: Ensenya que l'ensenya que l'esperança sempre hi és per a nosaltres (electa)
- Fè: Ensenya que la fè és la nostra company constant. La nena sota aquest càrrec és l'oficial que guia als candidats a través de la Cerimònia d'Iniciació (electa)
- Arxivera: Registra les minutes i maneja la correspondència (electa)
- Tresorera: Gestiona els diners i les factures i elabora els informes sobre els saldos dels diversos comptes de diners de l'Assemblea (electa)
- Capellà: És l'encarregada de dirigir les oracions (designada)
- Mestra de Cerimònies: Dirigeix als oficials en la seva respectius treballs i condueix als convidats tot el saló d'actes (designada)
- Set Estacions de l'Arc: Ensenya les lliçons sobre els colors de l'arc de Sant Martí, i les seves virtuts corresponents (designada).
- Observadors Confidencial i Exterior: Tenen al seu càrrec el resguard interior i exterior de les reunions, respectivament (designada)
- Harmonia i Dirigent de Cor: Proven música per a les reunions (Designades)

Algunes assemblees i Grans Assemblees tenen altres oficials no especificats en el ritual, com ara l'historiador, Editor, Gran Editor Assistent, Cap de Circulació, Orador (o Conferenciant), Portador de la Bíblia, Ambaixadora de la Bona Voluntat, Portadora de la Bandera Nacional, Portadora de la Bandera Estatal, Portadora de la Bandera Cristiana, Portadora de la Bandera de l'Arc de Sant Martí, i Portadora de la Bandera de l'Assemblea. És una llei no escrita que cada línia d'oficials (Fe, Esperança, Caritat, i Il·lustre preceptora Adjunta) avancin al següent lloc més alt, culminant en el seu mandat com a Il·lustre preceptora.

## Colors
- Amor (vermell): S'ensenya l'amor, en “totes les seves formes”.
- Religió (taronja): La importància de la religió en totes les seves formes (basades en l'amor i en el perdó).
- Naturalesa (groc): Ensenya la seva importància en la vida diària de les nenes.
- Immortalitat (verd): Ensenya a entendre que la mort és part de la vida.
- Fidelitat (blau): Fa èmfasi en ser honesta i fiable.
- Patriotisme (indi): Encoratja a la ciutadania del seu país.
- Servei (violeta): Ensenya el servei als altres lligant tots els colors alhora.